# Зеркальная R с рыболовным крюком и ретрофлексным крюком
ʅ (зеркальная R с рыболовным крюком и ретрофлексным крюком) — буква расширенной латиницы, используемая в синологии для обозначения звука /ʐ̩/.

## Использование
ʅ используется в синологии для обозначения слогового звонкого ретрофлексного сибилянта, в МФА обычно обозначаемого [ʐ̩]. В синологии также используется огублённый эквивалент данной буквы — ʯ.

## Юникод
В Юникоде буква расположена в блоке Расширения МФА, куда была внесена уже в версии 1.0, но под неправильным названием latin small letter squat reversed esh (строчная буква латиницы сжатая зеркальная эш). Поскольку согласно политике Юникода присвоенные символам названия больше не меняются, название символа не было исправлено.